# Majčinski vratić
Majčinski vratić (povratić; Tanacetum parthenium) je aromatična višegodišnja biljka iz porodice Asteraceae porijeklom iz brdovitih predjela Balkanskog poluotoka, odakle se raširila širom svijeta, pogotovo područjem s umjerenom klimom.
Koristi se kao ljekovita biljka, prije svega za liječenje artritisa i migrene, ublažava bolne menstruacije i olakšava trudove. Ponekad se sadi i za ukras.

## Opis
Biljka naraste do 80 centimetara visine. Miris biljke je ugodno aromatičan. Cvjetovi su bijeli, nalik na cvjetove kamilice ili tratinčice.

## Uporaba
Kao ljekovita biljka poznata je još od antičkih vremena. U terapijske svrhe koriste se osušeni listovi i drugi nadzemni dijelovi biljke. U narodnoj medicini se tradicionalno koristi za vrućicu, upale, ginekološke bolesti, psorijazu, zubobolju, ubode insekata, reumu, astmu i bolove u trbuhu. Ekstrakt se uglavnom propisuje kako bi se spriječili napadi migrene i ublažili povezani simptomi.
Pripravci su predstavljeni u različitim oblicima i sredstvima, uključujući u obliku svježeg lišća, osušenog lišća i alkoholnog ekstrakta. S obzirom na sigurnost toksikološka ispitivanja su pokazala da dugotrajna profilaktička uporaba ove biljke ne utječe na učestalost kromosomskih aberacija u limfocitima i na mutagenost urina. Međutim, pojedinačni izvještaji opisuju razvoj kontaktnog dermatitisa. 

## Sastav
| Kemijski sastav T. parthenium (prema Bruneton, Pareek, Calapai) | |
| Seskvitrepenski laktoni                                         | parténolid, kostunolid i derivati istog, artémorin, epoksiartémorin, rejnozin, kanin, 10-epi-kanin, artékanin, tanapartin, balkanin, dérivati kumarina B, germakrèn D, β-farnézèn, santamarin...       |
| Monoterpèni                                                     | kamfor, acétat krizantenila, cis-krizanténol i njegovi derivati, cis-verbénol, 4-β-acetoksi-krizanthénon, bornil acetat, kamfèn, alfa-pinèn, bêta-pinèn, mircen, alfa-terpinèn, p-cymèn, linalol ...   |
| Flavonoïdi                                                      | 6-hidroksikamférol 3,6-dimetil éter, 6-hidroksikamferol 3,6,4′-trimetil eter (tanétin), kvercetagetin 3,6-dimetil eter, kvercetin, apigénin, lutéolin, krizoériol, santin, jaceidin, centaureidin, ... |

## Sinonimi
- Chamaemelum parthenium (L.) E.H.L.Krause
- Chrysanthemum parthenium (L.) Pers.
- Chrysanthemum parthenium (L.) Bernh.
- Chrysanthemum praealtum Vent.
- Dendranthema parthenium (L.) Des Moul.
- Leucanthemum odoratum Dulac
- Leucanthemum parthenium (L.) Gren. & Godr.
- Matricaria latifolia Gilib.
- Matricaria parthenium L.
- Parthenium matricaria Gueldenst.
- Parthenium matricaria gesn. ex Rupr.
- Pontia matricaria Bubani
- Pyrethrum buschianum Sosn.
- Pyrethrum demetrii Manden.
- Pyrethrum divaricatum (Sosn.) Sosn.
- Pyrethrum glanduliferum Sommier & Levier
- Pyrethrum grossheimii Sosn.
- Pyrethrum matricaria gesn. ex Rupr.
- Pyrethrum parthenium (L.) J. E. Smith
- Pyrethrum parthenium (L.) Sm.
- Pyrethrum sericeum var. divaricatum (Sosn.) Sosn.
- Pyrethrum sevanense Sosn. ex Grossh.
- Tanacetum demetrii (Manden.) K.Bremer & Humphries ; vjerojatno sinonim
- Tanacetum glanduliferum (Sommier & Levier) K.Bremer & Humphries ; vjerojatno sinonim
- Tanacetum grossheimii (Sosn.) Muradyan
- Tanacetum sevanense (Sosn. ex Grossh.) K.Bremer & Humphries; vjerojatno sinonim[4]

## Galerija
- Tanacetum parthenium
- list
- Tanacetum parthenium, cvijet
- cvijet

## Vanjske poveznice
- Mutterkraut als Heilpflanze.
- Mutterkraut gegen Migräne.